# Turn- und Sportgemeinschaft 1899 Hoffenheim 2016-2017 (femminile)
Questa voce raccoglie le informazioni riguardanti la squadra femminile del Turn- und Sportgemeinschaft 1899 Hoffenheim nelle competizioni ufficiali della stagione 2016-2017.

## Maglie
Le tenute di gioco sono le stesse dell'Hoffenheim maschile.
| Casa | Trasferta | Terza divisa |

## Organigramma societario
Area tecnica
- Allenatore: Jürgen Ehrmann
- Vice allenatore: Jürgen Grimm
- Vice allenatore: Gabor Gallai
- Preparatore dei portieri: Ingo Paulsen
- Preparatore atletico: Manuel Ruep
- Medico sportivo: Jutta Bletzer
- Fisioterapista: Johannes Föhrenbacher
- Fisioterapista: Hendrik Wahl
- Psicologa: Birgit Prinz
- Supervisore: Renáta Szabján

## Rosa
Rosa e numeri come da sito ufficiale.
| N. |                     | Ruolo | Calciatrice          |
| -- | ------------------- | ----- | -------------------- |
| 1  | Croazia (bandiera)  | P     | Martina Tufeković    |
| 4  | Germania (bandiera) | D     | Kristin Demann       |
| 5  | Germania (bandiera) | D     | Michaela Specht      |
| 7  | Svizzera (bandiera) | C     | Martina Moser (cap.) |
| 8  | Germania (bandiera) | C     | Christine Schneider  |
| 10 | Germania (bandiera) | C     | Sharon Beck          |
| 11 | Ungheria (bandiera) | A     | Dóra Zeller          |
| 12 | Germania (bandiera) | C     | Stephanie Breitner   |
| 13 | Germania (bandiera) | D     | Isabella Hartig      |
| 14 | Germania (bandiera) | A     | Lina Bürger          |
| 16 | Austria (bandiera)  | A     | Nicole Billa         |

| N. |                     | Ruolo | Calciatrice     |
| -- | ------------------- | ----- | --------------- |
| 17 | Germania (bandiera) | C     | Emily Evels     |
| 18 | Germania (bandiera) | C     | Anne Fühner     |
| 19 | Germania (bandiera) | C     | Judith Steinert |
| 21 | Germania (bandiera) | D     | Leonie Pankratz |
| 22 | Germania (bandiera) | C     | Selina Häfele   |
| 26 | Germania (bandiera) | D     | Sophie Howard   |
| 27 | Germania (bandiera) | P     | Friederike Abt  |
| 28 | Germania (bandiera) | C     | Tabea Waßmuth   |
| 32 | Germania (bandiera) | D     | Tamar Dongus    |
| 33 | Germania (bandiera) | A     | Fabienne Dongus |

## Calciomercato

### Sessione estiva
| Acquisti | Acquisti        | Acquisti         | Acquisti                        |
| R.       | Nome            | da               | Modalità                        |
| -------- | --------------- | ---------------- | ------------------------------- |
| D        | Leonie Pankratz | ÍBV Vestmannæyja | fine prestito                   |
| C        | Sharon Beck     | Bayer Leverkusen |                                 |
| A        | Tabea Waßmuth   | Hoffenheim II    | aggregata dalla squadra riserve |

| Cessioni | Cessioni           | Cessioni | Cessioni |
| R.       | Nome               | a        | Modalità |
| -------- | ------------------ | -------- | -------- |
| C        | Silvana Chojnowski | Sand     |          |

## Risultati

### Frauen-Bundesliga

#### Girone di andata
| Arbitro: | Diekmann (Dortmund) |

|  |           |                          |
|  | Marcatori | 50’, 83’ Kemme 62’ Rauch |

| Arbitro: | Lohmeyer (Holtland) |

|              |           |  |
| Schüller 68’ | Marcatori |  |

| Arbitro: | Schlemmer (Nußbach) |

|               |           |                    |
| F. Dongus 70’ | Marcatori | 74’, 90+2’ Kayikçi |

| Arbitro: | Diekmann (Dortmund) |

|  |           |              |
|  | Marcatori | 64’ Steinert |

| Arbitro: | Wozniak (Herne) |

|            |           |                      |
| Demann 19’ | Marcatori | 43’ Fischer 89’ Popp |

| Arbitro: | Hussein (Bad Harzburg) |

|  |           |               |
|  | Marcatori | 66’ F. Dongus |

| Arbitro: | Wacker (Lehrensteinsfeld) |

|  |           |             |
|  | Marcatori | 25’ Miedema |

| Arbitro: | Weigelt (Lipsia) |

|         |           |  |
| Heß 17’ | Marcatori |  |

| Arbitro: | Schlemmer (Nußbach) |

|           |           |  |
| Meyer 37’ | Marcatori |  |

| Arbitro: | Heimann (Gladbeck) |

|                            |           |                          |
| Pankratz 52’ Schneider 70’ | Marcatori | 24’ Störzel 26’ Islacker |

| Arbitro: | Lohmeyer (Holtland) |

|  |           |                                           |
|  | Marcatori | 4’ Bürger 9’ Howard 11’ Waßmuth 90’ Billa |

#### Girone di ritorno
| Arbitro: | Söder (Ingolstadt) |

|           |           |  |
| Wälti 14’ | Marcatori |  |

| Arbitro: | Weigelt (Lipsia) |

|            |           |            |
| Zeller 37’ | Marcatori | 88’ Klasen |

| Friburgo in Brisgovia 19 marzo 2017, ore 14:00 CET 14ª giornata | Friburgo           | 0 – 0 referto | Hoffenheim | Möslestadion (504 spett.)\| Arbitro: \| Heimann (Gladbeck) \| |
| Arbitro:                                                        | Heimann (Gladbeck) |               |            |                                                               |

| Arbitro: | Wacker (Lehrensteinsfeld) |

|                  |           |  |
| Moser 83’ (rig.) | Marcatori |  |

| Arbitro: | Westerhoff (Bochum) |

|                                                           |           |  |
| Graham Hansen 38’ (rig.) Van Egmond 45+2’, 77’ Harder 48’ | Marcatori |  |

| Arbitro: | Stolz (Pritzwalk) |

|                                  |           |            |
| Moser 31’, 76’ (rig.) Zeller 36’ | Marcatori | 74’ Rinast |

| Arbitro: | Appelmann (Alzey) |

|                 |           |  |
| Miedema 5’, 43’ | Marcatori |  |

| Arbitro: | Wozniak (Herne) |

|            |           |  |
| Demann 30’ | Marcatori |  |

| Arbitro: | Wacker (Lehrensteinsfeld) |

|              |           |  |
| Pankratz 39’ | Marcatori |  |

| Arbitro: | Söder (Ingolstadt) |

|                  |           |                             |
| Crnogorčević 29’ | Marcatori | 1’, 33’ Zeller 69’ Pankratz |

| Arbitro: | Appelmann (Alzey) |

|                          |           |  |
| Billa 2’, 28’ Demann 46’ | Marcatori |  |

### DFB-Pokal
| Arbitro: | Haider (Roth) |

|  |           |                                                  |
|  | Marcatori | 35’ Demann 36’ Moser 50’ F. Dongus 68’ Schneider |

| Arbitro: | Wildfeuer (Lubecca) |

|                |           |  |
| Hoffmann 90+2’ | Marcatori |  |

## Statistiche

### Statistiche di squadra
| Competizione         | Punti | In casa | In casa | In casa | In casa | In casa | In casa | In trasferta | In trasferta | In trasferta | In trasferta | In trasferta | In trasferta | Totale | Totale | Totale | Totale | Totale | Totale | DR |
| Competizione         | Punti | G       | V       | N       | P       | Gf      | Gs      | G            | V            | N            | P            | Gf           | Gs           | G      | V      | N      | P      | Gf     | Gs     | DR |
| -------------------- | ----- | ------- | ------- | ------- | ------- | ------- | ------- | ------------ | ------------ | ------------ | ------------ | ------------ | ------------ | ------ | ------ | ------ | ------ | ------ | ------ | -- |
| Frauen-Bundesliga    | 30    | 11      | 5       | 2       | 4       | 14      | 12      | 11           | 4            | 1            | 6            | 9            | 11           | 22     | 9      | 3      | 10     | 23     | 23     | 0  |
| DFB-Pokal der Frauen | -     | -       | -       | -       | -       | -       | -       | 2            | 1            | 0            | 1            | 4            | 1            | 2      | 1      | 0      | 1      | 4      | 1      | +3 |
| Totale               | -     | 11      | 5       | 2       | 4       | 14      | 12      | 13           | 5            | 1            | 7            | 13           | 12           | 24     | 10     | 3      | 11     | 27     | 24     | +3 |

### Andamento in campionato
| Giornata  | 1  | 2 | 3  | 4 | 5 | 6 | 7 | 8 | 9 | 10 | 11 | 12 | 13 | 14 | 15 | 16 | 17 | 18 | 19 | 20 | 21 | 22 |
| --------- | -- | - | -- | - | - | - | - | - | - | -- | -- | -- | -- | -- | -- | -- | -- | -- | -- | -- | -- | -- |
| Luogo     | C  | T | C  | T | C | T | C | T | T | C  | T  | T  | C  | T  | C  | T  | C  | T  | C  | C  | T  | C  |
| Risultato | P  | P | P  | V | P | V | P | P | P | N  | V  | P  | N  | N  | V  | P  | V  | P  | V  | V  | V  | V  |
| Posizione | 10 | 9 | 10 | 9 | 9 | 9 | 9 | 8 | 8 | 9  | 8  | 8  | 8  | 8  | 8  | 8  | 8  | 8  | 8  | 7  | 7  | 7  |

Legenda:

Luogo: C = Casa; T = Trasferta. Risultato: V = Vittoria; N = Pareggio; P = Sconfitta.

### Statistiche delle giocatrici
| Giocatore    | Frauen-Bundesliga | Frauen-Bundesliga | Frauen-Bundesliga | Frauen-Bundesliga | DFB-Pokal der Frauen | DFB-Pokal der Frauen | DFB-Pokal der Frauen | DFB-Pokal der Frauen | Totale   | Totale | Totale      | Totale     |
| Giocatore    | Presenze          | Reti              | Ammonizioni       | Espulsioni        | Presenze             | Reti                 | Ammonizioni          | Espulsioni           | Presenze | Reti   | Ammonizioni | Espulsioni |
| ------------ | ----------------- | ----------------- | ----------------- | ----------------- | -------------------- | -------------------- | -------------------- | -------------------- | -------- | ------ | ----------- | ---------- |
| F. Abt       | 1                 | -1                | 0                 | 0                 | 1                    | -1                   | 0                    | 0                    | 2        | -2     | 0           | 0          |
| S. Beck      | 13                | 0                 | 3                 | 0                 | 0                    | 0                    | 0                    | 0                    | 13       | 0      | 3           | 0          |
| N. Billa     | 21                | 3                 | 1                 | 0                 | 2                    | 0                    | 0                    | 0                    | 23       | 3      | 1           | 0          |
| S. Breitner  | 21                | 0                 | 3                 | 0                 | 2                    | 0                    | 1                    | 0                    | 23       | 0      | 4           | 0          |
| L. Bürger    | 12                | 1                 | 2                 | 0                 | 2                    | 0                    | 0                    | 0                    | 14       | 1      | 2           | 0          |
| K. Demann    | 21                | 3                 | 1                 | 0                 | 2                    | 1                    | 0                    | 0                    | 23       | 4      | 1           | 0          |
| F. Dongus    | 13                | 2                 | 2                 | 0                 | 1                    | 1                    | 0                    | 0                    | 14       | 3      | 2           | 0          |
| T. Dongus    | 14                | 0                 | 2                 | 0                 | 2                    | 0                    | 0                    | 0                    | 16       | 0      | 2           | 0          |
| E. Evels     | 14                | 0                 | 3                 | 0                 | 0                    | 0                    | 0                    | 0                    | 14       | 0      | 3           | 0          |
| A. Fühner    | 6                 | 0                 | 1                 | 0                 | 2                    | 0                    | 0                    | 0                    | 8        | 0      | 1           | 0          |
| S. Häfele    | -                 | -                 | -                 | -                 | -                    | -                    | -                    | -                    | -        | -      | -           | -          |
| I. Hartig    | 9                 | 0                 | 0                 | 0                 | 0                    | 0                    | 0                    | 0                    | 9        | 0      | 0           | 0          |
| S. Howard    | 22                | 1                 | 2                 | 0                 | 2                    | 0                    | 0                    | 0                    | 24       | 1      | 2           | 0          |
| S. Linder    | 1                 | 0                 | 0                 | 0                 | -                    | -                    | -                    | -                    | 1        | 0      | 0           | 0          |
| M. Moser     | 22                | 3                 | 0                 | 0                 | 2                    | 1                    | 0                    | 0                    | 24       | 4      | 0           | 0          |
| L. Pankratz  | 22                | 3                 | 4                 | 0                 | 2                    | 0                    | 0                    | 0                    | 24       | 3      | 4           | 0          |
| R. Schaber   | 1                 | 0                 | 1                 | 0                 | -                    | -                    | -                    | -                    | 1        | 0      | 1           | 0          |
| C. Schneider | 9                 | 1                 | 3                 | 0                 | 2                    | 1                    | 0                    | 0                    | 11       | 2      | 3           | 0          |
| M. Specht    | 9                 | 0                 | 2                 | 0                 | 1                    | 0                    | 0                    | 0                    | 10       | 0      | 2           | 0          |
| J. Steinert  | 21                | 1                 | 0                 | 0                 | 2                    | 0                    | 0                    | 0                    | 23       | 1      | 0           | 0          |
| M. Tufeković | 21                | -22               | 1                 | 0                 | 1                    | 0                    | 0                    | 0                    | 22       | -22    | 1           | 0          |
| T. Waßmuth   | 18                | 1                 | 0                 | 0                 | 1                    | 0                    | 0                    | 0                    | 19       | 1      | 0           | 0          |
| D. Zeller    | 16                | 4                 | 0                 | 0                 | 0                    | 0                    | 0                    | 0                    | 16       | 4      | 0           | 0          |